# Fabien Constant
Pour les articles homonymes, voir Constant.
Fabien Constant est un producteur et réalisateur de télévision français.

## Biographie
Fabien Constant est l'auteur du documentaire Mademoiselle C. sorti en salles en 2013.
En 2014, il réalise une série de huit portraits (sur Pierre Niney, Pierre Perrier, Yuksek, Lescop, Loris Gréaud, Les Twins, etc.) diffusée le 3 mars sur Canal+ et parrainée par Yves Saint Laurent Beauté.
En septembre 2016, l'AFP annonce que Fabien Constant pourrait diriger le prochain film avec l'actrice Sarah Jessica Parker.
En 2018, il réalise le film Here and Now a été présenté en premiere mondiale au festival de Tribeca 2018. Aux côtés de Sarah Jessica Parker, on retrouve Renée Zellweger, Simon Baker, Common et Jacqueline Bisset.